# Congopyrgota variceps
Congopyrgota variceps är en tvåvingeart som först beskrevs av Charles Howard Curran 1928.  Congopyrgota variceps ingår i släktet Congopyrgota och familjen Pyrgotidae.
Artens utbredningsområde är Kongo. Inga underarter finns listade i Catalogue of Life.